# Juno Lucinas tempel

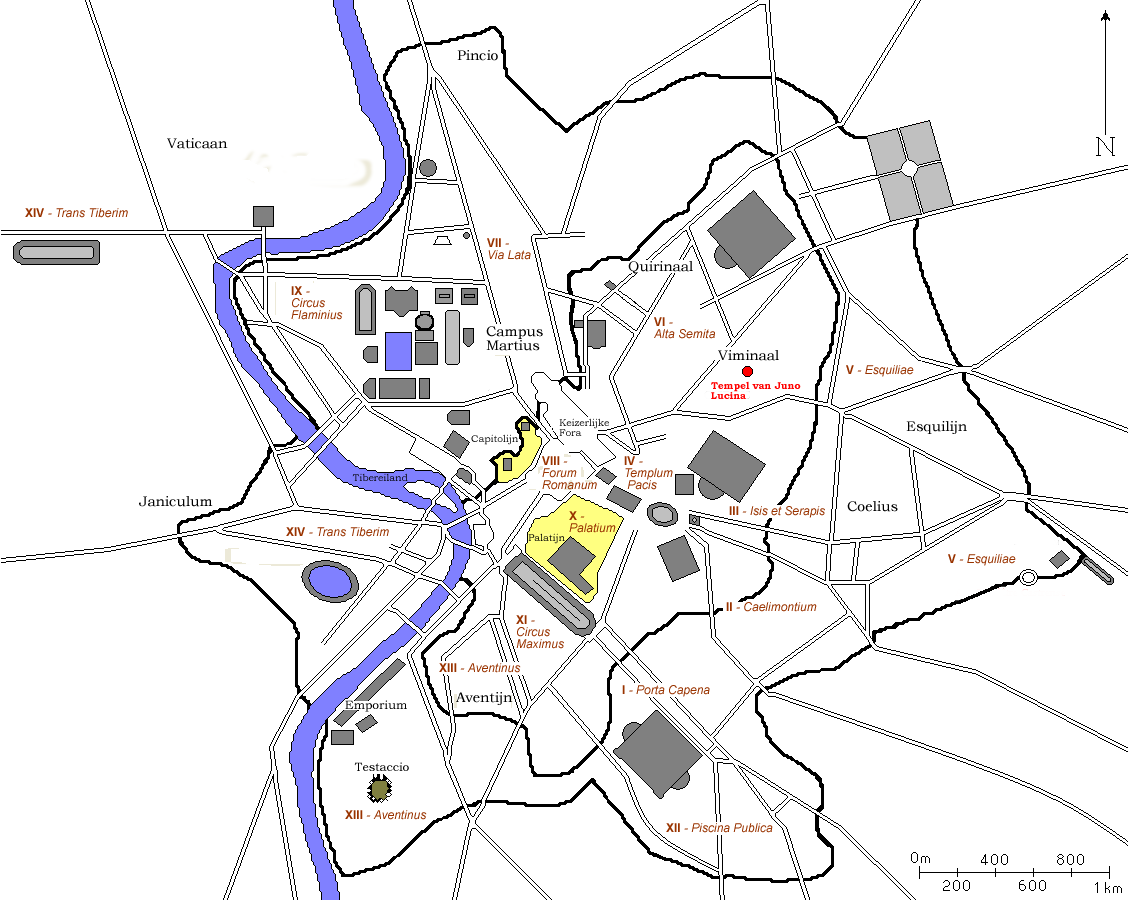
Plan Rome- Tempel van Juno Lucina

Juno Lucinas tempel var en helgedom på Esquilinen i det antika Rom, tillägnad gudinnan Juno i hennes egenskap av barnsbördens gudinna.  Templet var centrum för festivalen Matronalia, som firades varje år den 1 mars. 

## Historik
Juno Lucinas tempel grundades enligt traditionen av den sabinske kungen Titus Tatius. Senare romerska historiker angav att templet hade grundats av den romerske kungen Servius Tullius, som tvingade föräldrar att donera ett mynt till templet för varje barnfödsel. 
Templet ska ha legat på Esquilinens norra sluttning, där det ursprungligen fanns en skog av lotusar, som ansågs ha medicinsk effekt och var helgade åt gudinnan. Den del av den skogbevuxna kullen som var helgad åt gudinnan ska ha sträckt sig ned på den södra delen av Esquilinen.  
Det ursprungliga templet var en byggnad av trä. Detta ersattes av en stenbyggnad, som invigdes till tempel den 1 mars 375 f.Kr. År 190 f.Kr. noteras det att templets gavel och dörrar hade skadats av ett blixtnedslag, och 41 f.Kr. byggdes eller reparerades den mur som inhägnade både templet och den gård runt som innefattade helgedomens heliga träd. Juno Lucinas tempel nämns även under kejsartiden. 
Inga arkeologiska rester har ännu återfunnits.   